# Atlas-Air-Flug 3591
Atlas-Air-Flug 3591 war ein Frachtflug zwischen dem Miami International Airport und dem George Bush Intercontinental Airport in Houston, Texas, bei dem am 23. Februar 2019 die eingesetzte Boeing 767-375ER(BCF) verunglückte. Die Maschine stürzte gegen 12:45 Uhr Ortszeit (Central Standard Time (CST), UTC 18:45) rund 60 Kilometer südöstlich des Zielflughafens in der Nähe der texanischen Stadt Anahuac in die Trinity Bay. Dabei kamen alle drei Besatzungsmitglieder ums Leben. Der Flug wurde von Atlas Air für die zum Amazon-Konzern gehörende virtuelle Frachtfluggesellschaft Amazon Prime Air durchgeführt.

## Flugverlauf
Die Untersuchungsbehörde National Transportation Safety Board (NTSB) teilte in einer ersten Stellungnahme mit, dass der Sinkflug bis zu einer Höhe von 6300 Fuß normal gewesen und die Maschine danach in einen sehr steilen Sinkflug übergegangen sei. In einer Pressekonferenz am 24. Februar 2019 gab das NTSB bekannt, dass sich das Flugzeug auf einer Standard Terminal Arrival Route (STAR) befunden hatte und in Kontakt mit der Anflugkontrolle Houston Approach gewesen war. Gegen 12:36 Uhr CST (UTC 18:36) wurde ein Sinkflug auf 3000 Fuß freigegeben. Funk- und Radarkontakt brachen gleichzeitig ab. Als letzter Radarkontakt wurde um 12:41 Uhr CST (UTC 18:41) eine Flughöhe von rund 6000 Fuß und eine Geschwindigkeit von 240 Knoten registriert.

## Wetter
Zum Unfallzeitpunkt betrug die Lufttemperatur in Houston 22 °C, die Sichtweite lag bei mindestens 10 mi (16 km), die Wolkenuntergrenze bei 3.500 ft (ca. 1.070 m), der Wind kam aus nordwestlicher Richtung mit 11 kn (20 km/h), in Böen mit 19 kn (35 km/h).

## Flugzeug
Die verunglückte Boeing 767-375ER(BCF) hatte ihren Erstflug am 21. April 1992 als N6063S absolviert und wurde am 4. November 1992 als B-2561 für China Southern Airlines registriert. Im Januar 1997 ging sie an LAN Chile und wurde bei dieser sowie deren argentinischer Tochtergesellschaft eingesetzt, bevor sie 2014 an CIT Leasing abgegeben, im Boeing-Converted-Freighter-Programm (BCF) zum Frachtflugzeug umgebaut und ab dem 27. Januar 2016 bei Atlas Air eingesetzt wurde. Seit dem 30. April 2017 flog sie für Prime Air. Zum Zeitpunkt des Unfalls transportierte die Maschine Luftfracht für Amazon sowie den US Postal Service.

## Unfalluntersuchung

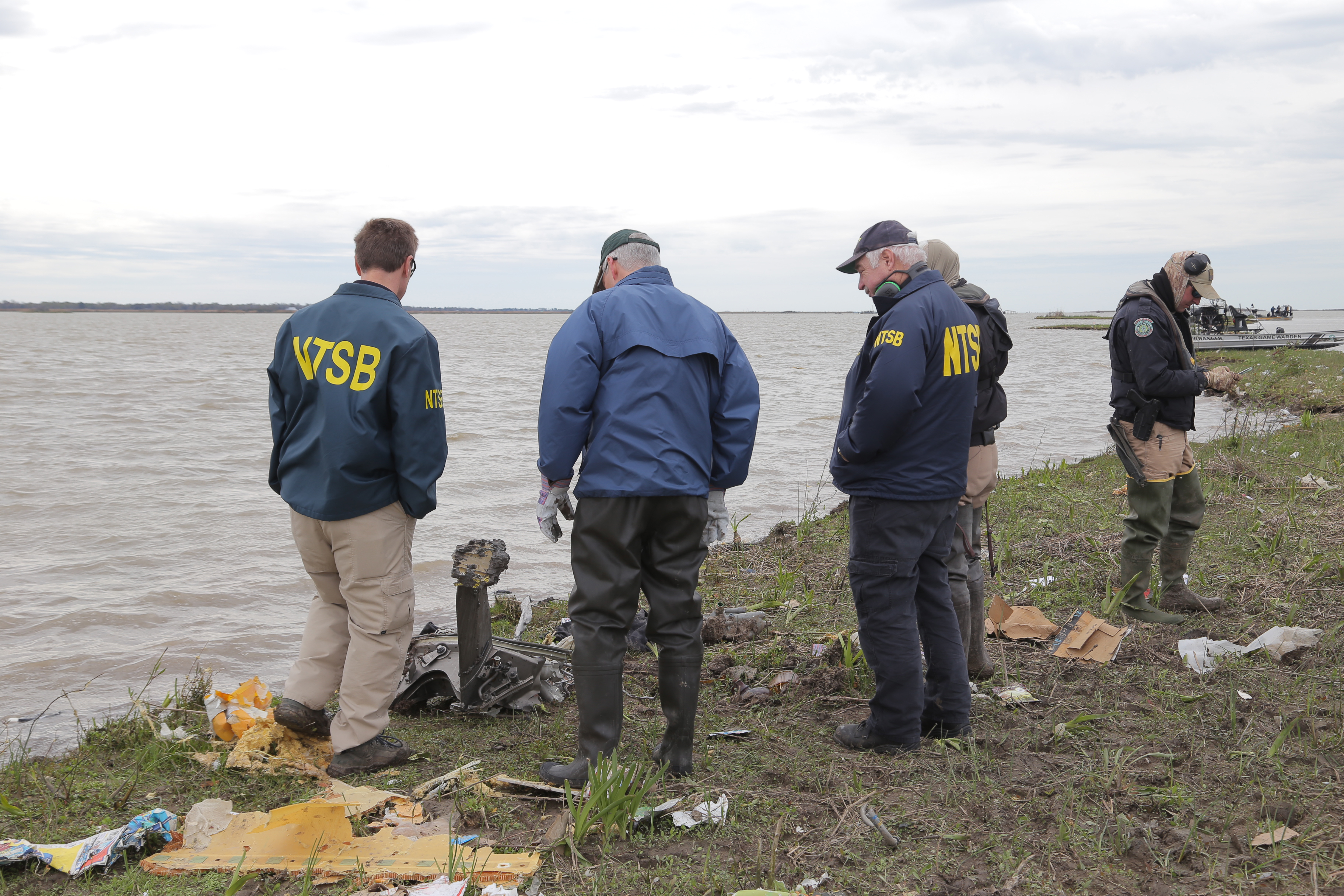
Ermittler des NTSB begutachten die Trümmer der Boeing 767

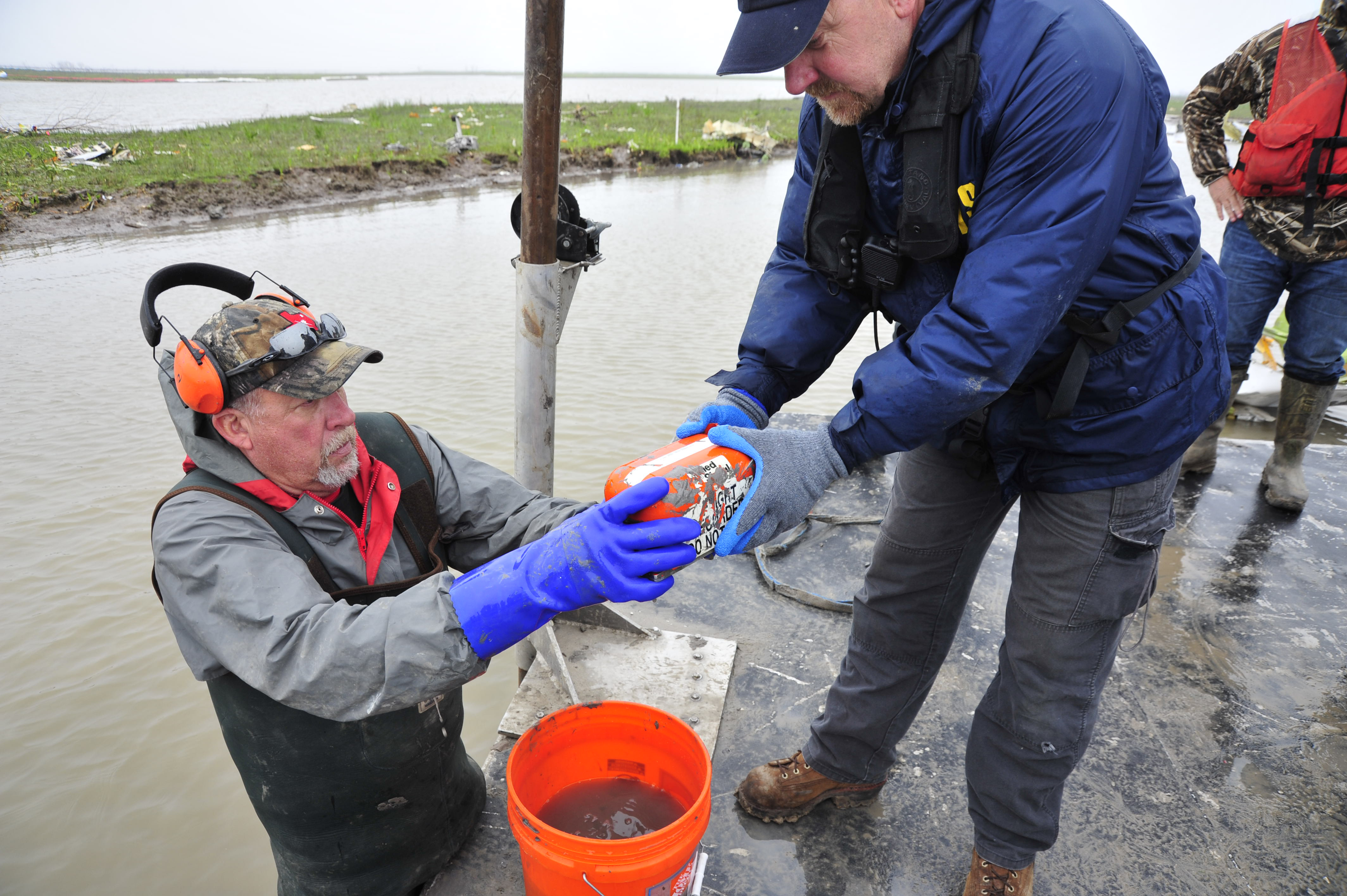
NTSB-Ermittler bei der Bergung des Flugdatenschreibers der verunglückten 767

Die Maschine war in die Trinity Bay, eine zwischen Houston und dem Golf von Mexiko gelegene Lagune, gestürzt. Am 24. Februar wurde die Bergung des ersten Todesopfers und erster Wrackteile gemeldet. Der Sheriff des betroffenen Chambers County teilte dabei mit, dass sich ihm an der Unfallstelle ein Bild der „totalen Zerstörung“ geboten habe und er „nicht davon aus[gehe], dass jemand diesen Unfall überlebt haben könnte“. Die Unfallstelle sei nicht aufgrund von ausgetretenem Treibstoff, sondern aufgrund von Trümmerteilen gefunden worden. Wenn überhaupt, habe sich dort nur sehr wenig Treibstoff befunden. Augenzeugenberichten zufolge stürzte die Maschine mit der Nase voraus ab. Auf Bildern von der Unfallstelle waren verstreute Wrackteile in seichtem Lagunenwasser zu sehen. Zum Zeitpunkt der Pressekonferenz vom 24. Februar 2019 waren bereits die Leichen zweier Besatzungsmitglieder, die des Flugkapitäns am 26. Februar 2019 geborgen worden.
Das NTSB leitete eine Flugunfalluntersuchung ein. Von dem rund 2,6 Kilometer von der Absturzstelle entfernten Gefängnis des Countys aus entstand eine rund fünf Sekunden lange Videosequenz des Absturzes. Die Aufnahme einer Überwachungskamera zeigt das Flugzeug in steilem Sinkflug, auch die Längsachse der Maschine ist dabei steil nach unten ausgerichtet. Laut Robert L. Sumwalt, dem Leiter der NTSB, seien in dem Video keine Versuche zu erkennen, den Sinkflug zu beenden oder die Maschine hochzuziehen. Ein weiteres, vom Sheriff’s Office veröffentlichtes Video zeigt den steilen Sinkflug und den Aufprall der Maschine auf die Wasseroberfläche. Die Unfallstelle erstreckt sich über eine Länge von knapp 5 Kilometern in seichtem, bis zu 1,5 Meter tiefem Wasser. Der Großteil des Wracks befindet sich auf einer nordwestlich ausgerichteten, knapp 200 Meter langen und 100 Meter breiten Fläche. Die Tragflächen und Fahrwerke kamen weiter nordwestlich zum Liegen. Die Dauer vom Beginn des steilen Sinkflugs bis zum Aufprall ist nicht bekannt. Der Cockpit Voice Recorder (CVR) und der Flugdatenschreiber (FDR) konnten im schlammigen Untergrund zunächst nicht geortet werden und wurden aufwändig gesucht.
Am 1. März wurde der CVR und zwei Tage später der FDR geborgen. Das NTSB teilte am 7. März nach Abhören des Bandes vorläufig mit, dass dessen Tonqualität allgemein schlecht sei und die Aufnahme rund zwei Stunden des letzten Teil des Fluges beinhalte. Die zu einem Kontrollverlust passende Kommunikation der Besatzung habe rund 18 Sekunden vor dem Ende der Aufnahme begonnen.
Am 12. März erklärten die Ermittler nach einer ersten Auswertung der Flugschreiber, dass mehrere kleinere vertikale Beschleunigungen darauf hindeuteten, dass die Maschine kurz vor Beginn des steilen Sinkflugs in Turbulenzen geraten sein könnte. Danach habe sich die Drehzahl der Triebwerke auf maximalen Schub erhöht und der Anstellwinkel sei leicht auf 4° angestiegen, bevor das Flugzeug in einen steilen Sinkflug in einem Winkel von 49° übergegangen sei. Die Überziehwarnanlage sei dabei nicht aktiviert worden, was die Ermittler zu dem Schluss bringe, dass es unwahrscheinlich sei, dass die Piloten selbst den Sinkflug eingeleitet hätten, um einen Strömungsabriss zu verhindern. Im Sinkflug sei die Geschwindigkeit dann auf 430 kt (796 km/h) gestiegen, wobei die Flugzeugnase  vor dem Aufprall auf dem Boden noch um 29° auf einen Anstellwinkel von −20° angehoben wurde.

### NTSB-Zwischenbericht

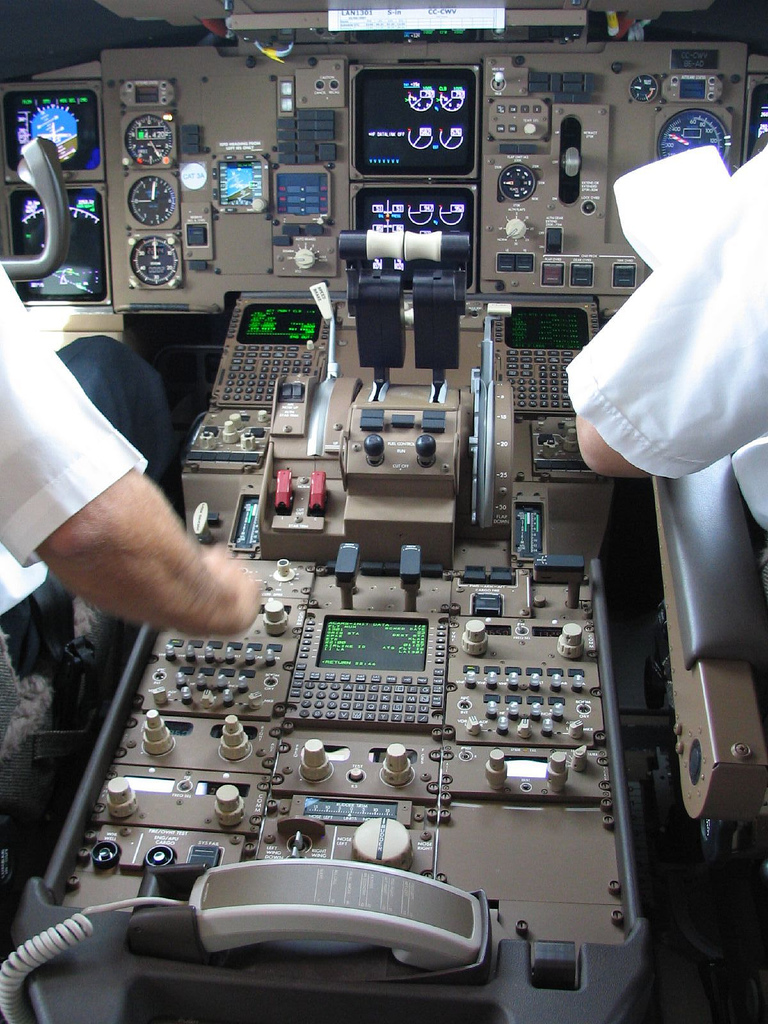
Die Mittelkonsole des 767-Cockpits mit Schubhebel (Mitte), Luftbrems- (links) und Landeklappenhebel (rechts von den Schubhebeln). Hinten außen an den Schubhebeln auf ca. 2/3 Höhe die T/O – Go-Around-Schalter.

Am 19. Dezember 2019 wurde vom NTSB ein vorläufiger Untersuchungsbericht veröffentlicht. Laut diesem Bericht verlief der Flug und auch der Sinkflug zum Zielflughafen weitgehend ereignislos. Es wurde lediglich wegen einer südöstlich von Houston befindlichen Gewitterfront der ursprüngliche Anflugplan von der Anflugkontrolle geändert, um den Verkehr um die Gewitterzellen herumzuführen. Nachdem eine Sinkfreigabe und auch -Aufforderung von der Flugverkehrskontrolle von 6000 auf 3000 ft ausgesprochen wurde, wurden von der Besatzung die Luftbremsklappen betätigt und die Landeklappen auf die Stellung 1° gesetzt. Gleichzeitig flog das Flugzeug in die Wolkenfront ein, verlor die Bodensicht und war Turbulenzen ausgesetzt. Nach den Aufzeichnungen des Flugdatenschreibers wurde zu diesem Zeitpunkt einer der ‘‘Take Off/Go Around-Trigger‘‘, dies sind Schalter, die sich auf der Rückseite der beiden Schubhebel befinden, betätigt. Dies kann sowohl beim Betätigen von Luftbrems- oder Landeklappenhebel von der jeweils gegenüberliegenden Seite der Schubhebelkonsole beim Herumgreifen um die Schubhebel, besonders bei turbulenter Luft, unabsichtlich passieren. Beim Betätigen eines dieser Schalter wird, sofern dieser durch Ausfahren der Landeklappen auf die gewählte 1°-Stellung scharfgeschaltet und der Autopilot aktiv ist, eine Sequenz ausgelöst, die eigentlich zur Arbeitserleichterung bei Durchstartmanövern dient. Unter anderem wird automatisch die Triebwerksleistung zügig auf Vollgas gesetzt und ein Steigflug mit einer Steigrate von 2000 ft/Minute eingeleitet.
Obwohl weder die akustische Überziehwarnung noch der Stickshaker aktiv wurden (das Flugzeug befand sich nach wie vor in weitgehend normaler Fluglage innerhalb seiner sicheren Betriebsgrenzen), wurde von der Besatzung offenbar ein Strömungsabriss angenommen und der immer noch aktivierte Autopilot durch massive Tiefenrudereingabe übersteuert, was zu einem Sturzflug mit vollem Triebwerksschub mit bis zu 49° Bahnneigung und einer Geschwindigkeitszunahme auf 449 kts (über 800 km/h) aus einer Flughöhe von circa 2000 m über Grund führte. Durch die geringe Flughöhe und die extreme Fluglage konnte nach dem Verlassen der Wolken, als die Besatzung ihren Irrtum offenbar noch bemerkte, dieser Fehler trotz einem eingeleiteten Abfangbogen mit 4 g Beschleunigung nicht mehr korrigiert werden. Dies deckt sich auch mit den Videoaufnahmen der Überwachungskamera. Absturzursächliche Mängel und Defekte am Flugzeug wurden bisher nicht gefunden.

### NTSB-Abschlussbericht
Am 5. August 2020 veröffentlichte der NTSB seinen final Report, der den wahrscheinlichen Grund für den Absturz benennt: : Es handelt sich um eine unangemessene Reaktion des ersten Offiziers als Pilot flying auf die unbeabsichtigte Aktivierung des go-around-Modus, was zu seiner räumlichen Orientierungslosigkeit und nose-down-Maneuver führte, was zu einem steilen Sinkflug führte, aus dem die Crew nicht herausfand.
Beigetragen zu dem Unfall hat, dass der Kapitän es versäumte, den Flugweg des Flugzeugs ausreichend zu überwachen und die Kontrolle des Flugzeugs zu übernehmen, um wirksam eingreifen zu können.
Zu dem Unfall trugen auch systemische Mängel in der Auswahl- und Leistungsbewertungsverfahren der Luftfahrtbranche bei, die versäumten, die eignungsbezogenen Defizite und die maladaptive Stressreaktion des Copiloten zu erkennen.
Ebenfalls unfallursächlich war das Versäumnis der FAA, die Pilotendatenbank rechtzeitig und in hinreichender robuster Form umzusetzen.

## Statistische Bedeutung des Unfalls
Bei dem Unfall handelte es sich um den ersten eines Großraumflugzeugs mit tödlichem Ausgang in den Vereinigten Staaten seit dem Unfall von UPS-Airlines-Flug 1354 am 14. August 2013. Für die 1992 gegründete Atlas Air war es der erste Zwischenfall mit Todesopfern.
Es handelte sich um den siebten Unfall einer Boeing 767 mit Todesopfern und den ersten einer Frachtmaschine dieses Typs.